# 巴拉斯特尔
巴拉斯特尔（法語：Barastre）是法国北部-加来海峡大区加来海峡省的一个市镇，属于阿拉斯区贝当古县。该市镇2009年时的人口为307人。

## 人口
巴拉斯特尔人口变化图示
| 数据来源：INSEE |